# Newcomb Cleveland Prize
Newcomb Cleveland Prize – nagroda naukowa przyznawana corocznie przez American Association for the Advancement of Science (AAAS), autorowi (autorom) wybitnej pracy naukowej opublikowanej w czasopiśmie Science.
Nagroda została ustanowiona w 1923 roku i była fundowana przez Newcomba Clevelanda, który pozostał anonimowy aż do śmierci w 1951 roku. Do tego czasu nagroda nosiła nazwę AAAS Thousand Dollar Prize. Cleveland, uważał, że naukowcy zasługują na uznanie i wsparcie i postanowił przez ufundowanie tej nagrody tego dokonać. Przed 1975 rokiem, od kiedy obowiązują aktualne zasady przyznawania Newcomb Cleveland Prize, trafiała ona do autorów godnych uwagi i o wybitnej wartości naukowej referatów, prezentowanych podczas dorocznego spotkania AAAS.
Aktualnym sponsorem nagrody jest Fodor Family Trust i wynosi ona 25 000 dolarów.

## Lista nagrodzonych

### Według nowych zasad
| Rok                                       | Autorzy | Tytuł |
| ----------------------------------------- | --- | --- |
| 2021                                      | K. W. Bannister, A. T. Deller, C. Phillips, J.-P. Macquart, J. X. Prochaska, N. Tejos, S. D. Ryder, E. M. Sadler, R. M. Shannon, S. Simha, C. K. Day, M. McQuinn, F. O. North-Hickey, S. Bhandari, W. R. Arcus, V. N. Bennert, J. Burchett, M. Bouwhuis, R. Dodson, R. D. Ekers, W. Farah, C. Flynn, C. W. James, M. Kerr, E. Lenc, E. K. Mahony, J. O’Meara, S. Osłowski, H. Qiu1, T. Treu, V. U, T. J. Bateman, D. C.-J. Bock, R. J. Bolton, A. Brown, J. D. Bunton, A. P. Chippendale, F. R. Cooray, T. Cornwell, N. Gupta, D. B. Hayman, M. Kesteven, B. S. Koribalski, A. MacLeod, N. M. McClure-Griffiths, S. Neuhold, R. P. Norris, M. A. Pilawa, R.-Y. Qiao, J. Reynolds, D. N. Roxby, T. W. Shimwell, M. A. Voronkov, C. D. Wilson | A single fast radio burst localized to a massive galaxy at cosmological distance                                                                                      |
| 2019                                      | Brian Lovett, Etienne Bilgo, Souro Abel Millogo, Abel Kader Ouattarra, Issiaka Sare, Edounou Jacques Gnambani, Roch K. Dabire, Abdoulaye Diabate, Raymond St. Leger | Transgenic Metarhizium rapidly kills mosquitoes in a malaria-endemic region of Burkina Faso                                                                           |
| 2018                                      | Juan Yin, Yuan Cao, Yu-Huai Li, Sheng-Kai Liao, Liang Zhang, Ji-Gang Ren, Wen-Qi Cai, Wei-Yue Liu, Bo Li, Hui Dai, Guang-Bing Li, Qi-Ming Lu, Yun-Hong Gong, Yu Xu, Shuang-Lin Li, Feng-Zhi Li, Ya-Yun Yin, Zi-Qing Jiang, Ming Li, Jian-Jun Jia, Ge Ren, Dong He, Yi-Lin Zhou, Xiao-Xiang Zhang, Na Wang, Xiang Chang, Zhen-Cai Zhu, Nai-Le Liu, Yu-Ao Chen, Chao-Yang Lu, Rong Shu, Cheng-Zhi Peng, Jian-Yu Wang, Jian-Wei Pan | Satellite-based entanglement distribution over 1200 kilometers |
| 2017                                      | James M. Eagan, Jun Xu, Rocco Di Girolamo, Christopher M. Thurber, Christopher Macosko, Anne M. LaPointe, Frank S. Bates, Geoffrey W. Coates | Combining polyethylene and polypropylene: Enhanced performance with PE/iPP multiblock polymers                                                                        |
| 2016                                      | Robert Gütig | Spiking neurons can discover predictive features by aggregate-label learning                                                                                          |
| 2015                                      | Bi-Chang Chen, Wesley R. Legant, Kai Wang, Lin Shao, Daniel E. Milkie, Michael W. Davidson, Chris Janetopoulos, Xufeng S. Wu, John A. Hammer III, Zhe Liu, Brian P. English, Yuko Mimori-Kiyosue, Daniel P. Romero, Alex T. Ritter, Jennifer Lippincott-Schwartz, Lillian Fritz-Laylin, R. Dyche Mullins, Diana M. Mitchell, Joshua N. Bembenek, Anne-Cecile Reymann, Ralph Böhme, Stephan W. Grill, Jennifer T. Wang, Geraldine Seydoux, U. Serdar Tulu, Daniel P. Kiehart, Eric Betzig | Lattice light-sheet microscopy: Imaging molecules to embryos at high spatiotemporal resolution                                                                        |
| 2014                                      | Lulu Xie, Hogyi Kang, Qiwu Xu, Michael J. Chen, Yonghong Liao, Meenakshisundaram Thiyagarajan, John O’Donnell, Daniel J. Christensen, Charles Nicholson, Jeffrey J. Iliff, Takahiro Takano, Rashid Deane, Maiken Nedergaard | Sleep Drives Metabolite Clearance from the Adult Brain |
| 2013                                      | Travis A. Jarrell, Yi Wang, Adam E. Bloniarz, Christopher A. Brittin, Meng Xu, J. Nichol Thomson, Donna G. Albertson, David H. Hall i Scott W. Emmons | The Connectome of a Decision-Making Neural Network |
| 2012                                      | Vincent Mourik, Kun Zuo, Sergey M. Frolov, Sébastien R. Plissard, Erik P. A. M. Bakkers i Leo P. Kouwenhoven | Signatures of Majorana Fermions in Hybrid Superconductor-Semiconductor Nanowire Devices                                                                               |
| 2011                                      | Waseem S. Bakr, Amy Peng, M. Eric Tai, Ruichao Ma, Jonathan Simon, Jonathon Isaiah Gillen, Simon Fölling, Lode Pollet i Markus Greiner | Probing the Superfluid-to-Mott Insulator Transition at the Single-Atom Level                                                                                          |
| 2010                                      | Richard E. Green, Johannes Krause, Adrian W. Briggs, Tomislav Maricic, Udo Stenzel, Martin Kircher, Nick Patterson, Heng Li, Weiwei Zhai, Markus Hsi-Yang Fritz, Nancy F. Hansen, Eric Y. Durand, Anna-Sapfo Malaspinas, Jeffrey D. Jensen, Tomas Marques-Bonet, Can Alkan, Kay Prüfer, Matthias Meyer, Hernán A. Burbano, Jeffrey M. Good, Rigo Schultz, Ayinuer Aximu-Petri, Anne Butthof, Barbara Höber, Barbara Höffner, Madlen Siegemund, Antje Weihmann, Chad Nusbaum, Eric S. Lander, Carsten Russ, Nathaniel Novod, Jason Affourtit, Michael Egholm, Christine Verna, Pavao Rudan, Dejana Brajkovic, Željko Kucan, Ivan Gušic, Vladimir B. Doronichev, Liubov V. Golovanova, Carles Lalueza-Fox, Marco de la Rasilla, Javier Fortea, Antonio Rosas, Ralf W. Schmitz, Philip L. F. Johnson, Evan E. Eichler, Daniel Falush, Ewan Birney, James C. Mullikin, Montgomery Slatkin, Rasmus Nielsen, Janet Kelso, Michael Lachmann, David Reich i Svante Pääbo | A Draft Sequence of the Neandertal Genome |
| 2009                                      | Paul Kalas, James R. Graham, Eugene Chiang, Michael P. Fitzgerald, Mark Clampin, Edwin S. Kite, Karl Stapelfeldt, Christian Marois i John Krist | Optical Images of an Exosolar Planet 25 Light-Years from Earth |
| 2009                                      | Christian Marois, Bruce Macintosh, Travis Barman, B. Zuckerman, Inseok Song, Jennifer Patience, David Lafrenière i René Doyon | Direct Imaging of Multiple Planets Orbiting the Star HR 8799 |
| 2008                                      | Anoop Kumar, James W. Godwin, Phillip B. Gates, A. Acely Garza-Garcia i Jeremy P. Brockes | Molecular Basis for the Nerve Dependence of Limb Regeneration in an Adult Vertebrate                                                                                  |
| 2007                                      | Hani M. El-Kaderi, Joseph R. Hunt, José L. Mendoza-Cortés, Adrien P. Côté, Robert E. Taylor, Michael O’Keeffe i Omar M. Yaghi | Designed Synthesis of 3D Covalent Organic Frameworks |
| 2006                                      | Jason R. Petta, Alexander C. Johnson, Jacob M. Taylor, Edward A. Laird, Amir Yacoby, Mikhail D. Lukin, Charles M. Marcus, Micah P. Hanson, Arthur C. Gossard | Coherent Manipulation of Coupled Electron Spins in Semiconductor Quantum Dots                                                                                         |
| 2005                                      | Yuichiro K. Kato, Roberto C. Myers, Arthur C. Gossard i David D. Awschalom | Observation of the Spin Hall Effect in Semiconductors |
| 2004                                      | Brian Kuhlman, Gautam Dantas, Gregory C. Ireton, Gabriele Varani, Barry L. Stoddard i David Baker | Design of a Novel Globular Protein Fold with Atomic-Level Accuracy |
| 2003                                      | Thomas A. Volpe, Catherine Kidner, Ira M. Hall, Grace Teng, Shiv I.S. Grewal i Robert A. Martienssen | Regulation of Heterochromatic Silencing and Histone H3 Lysine-9 Methylation by RNAi                                                                                   |
| 2003                                      | Ira M. Hall, Gurumurthy D. Shankaranarayana, Ken-ichi Noma, Nabieh Ayoub, Amikam Cohen i Shiv I.S. Grewal | Establishment and Maintenance of a Heterochromatin Domain |
| 2002                                      | Mariana Lagos-Quintana, Reinhard Rauhut, Winfried Lendeckel i Thomas Tuschl | Identification of Novel Genes Coding for Small Expressed RNAs |
| 2002                                      | Nelson C. Lau, Lee P. Lim, Earl G. Weinstein i David P. Bartel | An Abundant Class of Tiny RNAs with Probable Regulatory Roles in Caenorhabditis elegans                                                                               |
| 2002                                      | Rosalind C. Lee i Victor Ambros | An Extensive Class of Small RNAs in Caenorhabditis elegans |
| 2001                                      | Nenad Ban, Poul Nissen, Jeffrey Hansen, Peter B. Moore i Thomas A. Steitz | The Complete Atomic Structure of the Large Ribosomal Subunit at 2.4 Å Resolution                                                                                      |
| 2001                                      | Poul Nissen, Jeffrey Hansen, Nenad Ban, Peter B. Moore i Thomas A. Steitz | The Structural Basis for Ribosome Activity in Peptide Bond Synthesis                                                                                                  |
| 2001                                      | Marat M. Yusupov, Gulnara Gh. Yusupova, Albion Baucom, Kate Lieberman, Thomas N. Earnest, J.H.D. Cate i Harry F. Noller | Crystal Structure of the Ribosome at 5.5 Å Resolution |
| 1999                                      | Mark D. Adams, Susan Celniker, Gerald M. Rubin i J. Craig Venter | The Genome Sequence of Drosophila melanogaster |
| 1998                                      | Norman Murray i Matthew Holman | The Origin of Chaos in the Outer Solar System |
| 1997                                      | Declan A. Doyle, João Morais Cabral, Richard A. Pfuetzner, Anling Kuo, Jacqueline M. Gulbis, Steven L. Cohen, Brian T. Chait i Roderick MacKinnon | The Structure of the Potassium Channel: Molecular Basis of K+ Conduction and Selectivity                                                                              |
| 1997                                      | Roderick MacKinnon, Steven L. Cohen, Anling Kuo, Alice Lee i Brian T. Chait | Structural Conservation in Prokaryotic and Eukaryotic Potassium Channels                                                                                              |
| 1996                                      | Nicholas C. Wrighton, Francis X. Farrell, Ray Chang, Arun K. Kashyap, Francis Barbone, Linda S. Mulcahy, Dana L. Johnson, Ronald W. Barrett, Linda K. Jolliffe i William J. Dower | Small peptides as Potent Mimetics of the Protein Hormone Erythropoietin                                                                                               |
| 1996                                      | Oded Livnah, Enrico A. Stura, Dana L. Johnson, Steven A. Middleton, Linda S. Mulcahy, Nicholas C. Wrighton, William J. Dower, Linda K. Jolliffe i Ian A. Wilson | Functional Mimicry of a Protein Hormone by a Peptide Agonist: The EPO receptor Complex at 2.8 Å                                                                       |
| 1996                                      | Yu Feng, Christopher C. Broder, Paul E. Kennedy i Edward A. Berger | HIV-1 Entry Cofactor: Functional cDNA Cloning of a Seven-Transmembrane, G Protein-Coupled Receptor                                                                    |
| 1995                                      | Michael H. Anderson, Jason R. Ensher, Michael R. Matthews, Carl E. Wieman i Eric A. Cornell | Observation of Bose-Einstein Condensation in a Dilute Atomic Vapor |
| 1994                                      | Georg Halder, Patrick Callaerts i Walter J. Gehring | Induction of Ectopic Eyes by Targeted Expression of the eyeless Gene in Drosophila                                                                                    |
| 1993                                      | Jerome Faist, Federico Capasso, Deborah L. Sivco, Carlo Sitori, Albert L. Hutchinson i Alfred Y. Cho | Quantum Cascade Laser |
| 1993                                      | Michael F. Crommie, Christopher P. Lutz i Donald M. Eigler | Confinement of Electrons to Quantum Corrals on a Metal Surface |
| 1992                                      | Michael J. Mahan, James M. Slauch i John J. Mekalanos | Selection of Bacterial Virulence Genes That Are Specifically Induced in Host Tissues                                                                                  |
| 1991                                      | Paul D. Quay, Bronte Tilbrook i C.S. Wong | Oceanic Uptake of Fossile Fuel CO2; Carbon-13 Evidence |
| 1990                                      | Stephen P. A. Fodor, J. Leighton Read, Michael C. Pirrung, Lubert Stryer, Amy Tsai Lu i Dennis Solas | Light-Directed, Spatially Addressable Parallel Chemical Synthesis |
| 1989                                      | Margaret J. Geller, John P. Huchra | Mapping the Universe |
| 1988                                      | William H. Landschulz, Peter F. Johnson i Steven L. McKnight | The Leucine Zipper: A Hypothetical Structure Common to a New Class of DNA Binding Proteins The DNA Binding Domain of the Rat Liver Nuclear Protein C/EBP Is Bipartite |
| 1987                                      | Margaret A. Tolbert, Michel J. Rossi, Ripudaman Malhotra i David M. Golden | Reaction of Chlorine Nitrate with Hydrogen Chloride and Water at Antarctic Stratospheric Temperatures                                                                 |
| 1987                                      | Mario Molina, Tai-Ly Tso, Luisa T. Molina i Frank C. Y. Wang | Antarctic Stratospheric Chemistry of Chlorine Nitrate, Hydrogen Chloride, and Ice: Release of Active Chlorine                                                         |
| 1986                                      | Arthur J. Zaug, Thomas R. Cech | The Intervening Sequence RNA of Tetrahymena Is an Enzyme |
| 1986                                      | Jeremy Nathans, David S. Hogness, Darcy Thomas, Thomas P. Piantanida, Roger L. Eddy i Thomas B. Shows | Molecular genetics of human color vision: the genes encoding blue, green, and red pigments Molecular genetics of inherited variation in human color vision            |
| 1985                                      | James M. Hogle, Marie Chow i David J. Filman | Three-Dimensional Structure of Poliovirus at 2.9 Å Resolution |
| 1984                                      | Sally M. Rigden, Thomas J. Ahrens i Edward M. Stolper | Densities of Liquid Silicates at High Pressures |
| 1983                                      | Allan C. Spradling i Gerald M. Rubin | Transportation of Cloned P Elements into Drosophila Germ Line Chromosomes Genetic Transformation of Drosophila with Transposable Element Vectors                      |
| 1982                                      | Dennis G. Kleid, Douglas M. Moore, Howard L. Bachrach, Donald Bowbenko, Marvin J. Grubman, Peter D. McKercher, Donald O. Morgan, Betty H. Robertson, Barbara Small i Daniel Yansura | Cloned Viral Protein Vaccine for Foot-and-Mouth Disease: Responses in Cattle and Swine                                                                                |
| 1981 Robert Axelrod i William D. Hamilton | The Evolution of Cooperation | |
| 1980                                      | F. N. Spiess, Kenneth C. Macdonald i 20 współautorów | East Pacific Rise: Hot Springs and Geophysical Experiments |
| 1979                                      | Stanton J. Peale, Patrick M. Cassen i Ray T. Reynolds | Melting of Io by Tidal Dissipation |
| 1978                                      | Eric I. Knudsen, Masakazu Konishi i John D. Pettigrew | Receptive Fields of Auditory Neurons in the Owl A Neural Map of Auditory Space in the Owl                                                                             |
| 1977                                      | naukowcy z Programu kosmicznego Viking | za naukowe sprawozdania w czasopiśmie Science z 27 sierpnia, 1 października i 17 grudnia 1976                                                                         |

### Według pierwotnych zasad
| Rok  | Nagrodzony                                                   | Tytuł |
| ---- | ------------------------------------------------------------ | --- |
| 1974 | Amos Nur                                                     | Origin of Velocity Changes before Earthquakes: The Dilatancy Diffusion Hypothesis and Its Confirmation                                                                         |
| 1972 | Bruce Carlson                                                | Morphogenetic Interactions between Skin and Underlying Tissues during Limb Regeneration                                                                                        |
| 1971 | Alan Gelperin                                                | Neural Control Systems of Underlying Insect Feeding Behavior |
| 1970 | James W. Truman                                              | The Eclosion Hormone: Its Release by the Brain and Its Action on the Central Nervous Systems of Silkmoths                                                                      |
| 1969 | Cornelia P. Channing                                         | Control of Luteinization in Granulosa Cell Cultures |
| 1968 | Joel L. Rosenbaum                                            | Control of Protein Synthesis in Flagellar Growth |
| 1967 | Edward O. Wilson                                             | Recent Advances in Chemical Communication |
| 1967 | Thomas Eisner                                                | Cross-Specific Chemical Communication |
| 1966 | Michael K. Reedy                                             | Cross Bridges and Periods in Insect Flight Muscle |
| 1965 | David S. Hogness                                             | The Structure and Function of the DNA from Bacteriophage Lambda |
| 1964 | John Papaconstantinou                                        | Protein and Nucleic Acid Changes in the Differentiation of Lens Cells |
| 1963 | Jonathan W. Uhr                                              | The Heterogeneity of the Immune Response |
| 1962 | J. F. Evernden and G. H. Curtis                              | The Dating of Early Man and His Cultures by the Potassium-Argon Method |
| 1961 | Richard D. Alexander                                         | The Role of Behavioral Study in Cricket Classification |
| 1960 | Halton C. Arp                                                | The Stellar Content of Galaxies |
| 1959 | Edward Anders                                                | Meteorites and Asteroids |
| 1958 | Jerzy Neyman and Elizabeth L. Scott                          | On Certain Stochastic Models of Population Dynamical Phenomena |
| 1957 | Martin Schwarzschild, J. B. Rogerson, Jr. and J. W. Evans    | Solar Photographs from 80,000 Feet |
| 1956 | Neal E. Miller                                               | Learning and Performance Motivated by Direct Stimulation of the Brain |
| 1956 | James Olds                                                   | Effects of Hunger, Sex, and Tranquilizers on Localized Reward Systems in the Brain                                                                                             |
| 1955 | Seymour S. Cohen                                             | Molecular Bases of the Parasitism of Some Bacterial Viruses |
| 1954 | Daniel H. Alpert                                             | Experiments at Very Low Pressures |
| 1953 | Barry Commoner                                               | Studies on the Biosynthesis of Tobacco Mosaic Virus |
| 1952 | A. M. Gleason                                                | Natural Coordinate Systems |
| 1951 | J. Laurence Kulp                                             | Natural Radiocarbon Measurements |
| 1950 | Carroll M. Williams                                          | for several papers on the enzymes, hormones, and development of Cecropia silkworms                                                                                             |
| 1949 | Armin C. Braun                                               | Thermal Inactivation Study on the Tumor-inducing Principle in Crown Gall |
| 1947 | Harrison S. Brown                                            | Elements in Meteorites and the Earth's Origin |
| 1946 | T. M. Sonneborn, Ruth V. Dippel and Winifred Jacobson        | for several papers on the mechanism of heredity in Paramecium |
| 1946 | Quentin M. Geiman and Ralph W. McKee                         | Cultural Studies on the Nutrition of Malarial Parasites |
| 1941 | Dugald E. S. Brown, Douglas A. Marsland and Frank H. Johnson | for two papers on a basic mechanism in the biological effects of temperature, hydrostatic pressure, and narcosis                                                               |
| 1940 | Dennis R. Hoagland and Daniel I. Arnon                       | Availability of Nutrients with Special Reference to Physiological Aspects |
| 1939 | I. I. Rabi                                                   | Radio Frequency Spectra of Atoms and Molecules |
| 1938 | Norman R. F. Maier                                           | Experimentally Produced Neurotic Behavior in the Rat |
| 1937 | Philip R. White                                              | Root Pressure: An Unappreciated Force in Sap Movement |
| 1936 | Wendell M. Stanley                                           | Chemical Studies of the Virus of Tobacco Mosaic |
| 1935 | P. W. Zimmerman and A. E. Hitchcock                          | The Initiation and Growth of Secondary Roots Induced by Growth Substances |
| 1934 | Vern O. Knudsen                                              | The Absorption of Sound in Gases |
| 1933 | Reuben L. Kahn                                               | Tissue Reactions in Immunity |
| 1932 | Henry Eyring                                                 | Quantum Mechanics of Conjugate Double Bonds |
| 1931 | Carl Caskey Speidel                                          | Studies of Living Nerves II. Activities of Amoeboid Growth Cones, Sheath Cells and Myelin Segments, as Revealed by Prolonged Observation of Individual Fibers in Frog Tadpoles |
| 1930 | M. A. Tuve, L. R. Hafstad and O. Dahl                        | Experiments with High Voltage Tubes |
| 1929 | Arthur J. Dempster                                           | For his work on the reflection of protons from a calcite crystal |
| 1928 | Oliver Kamm                                                  | Hormones from the Pituitary Gland |
| 1927 | H. J. Muller                                                 | Effects of X-Radiation on Genes and Chromosomes |
| 1926 | George David Birkhoff                                        | A Mathematical Critique of Some Physical Theories |
| 1925 | Dayton C. Miller                                             | The Michelson-Morley Ether Drift Experiment, its History and Significance |
| 1924 | Edwin P. Hubble                                              | Cepheids in Spiral Nebulae |
| 1924 | L. R. Cleveland                                              | For two papers on the symbiosis between termites and their intestinal protozoa                                                                                                 |
| 1923 | Leonard Eugene Dickson                                       | On the Theory of Numbers and Generalized Quaternions |